# دیوئر ۹۴۲۰
سیارک ۹۴۲۰ (به انگلیسی: 9420 Dewar، نامگذاری:1995XP4) نه هزار و چهارصد و بیستمین سیارک کشف شده‌است که در ۱۴ دسامبر ۱۹۹۵ کشف شد.
قدر مطلق سیارک برابر ۱۴٫۴۰ است.